# Greigia kessleri
Greigia kessleri H. Luther è una pianta della famiglia delle Bromeliacee endemica della Bolivia.

## Conservazione
La Lista rossa IUCN classifica Greigia kessleri come specie vulnerabile.